# Demaskering
Demaskering (japanska: 仮面の告白; Kamen no Kokuhaku) är Yukio Mishimas debutroman. Boken publicerades 1949 och blev ett omedelbart 
genombrott för den vid tidpunkten 24-årige författaren. 1958 översattes romanen till engelska. Den svenska utgåvan är översatt från engelskan av Ulf Gyllenhak och kom ut 1987.
Bokens huvudperson är Kochan, en ung man som under sin uppväxt kämpar för att förstå och acceptera sin homosexualitet. Efter att ha insett att han attraheras av män försöker Kochan dölja detta för sin omgivning, och det är denna metaforiska mask som antyds i bokens titel.